# 寧楽美術館

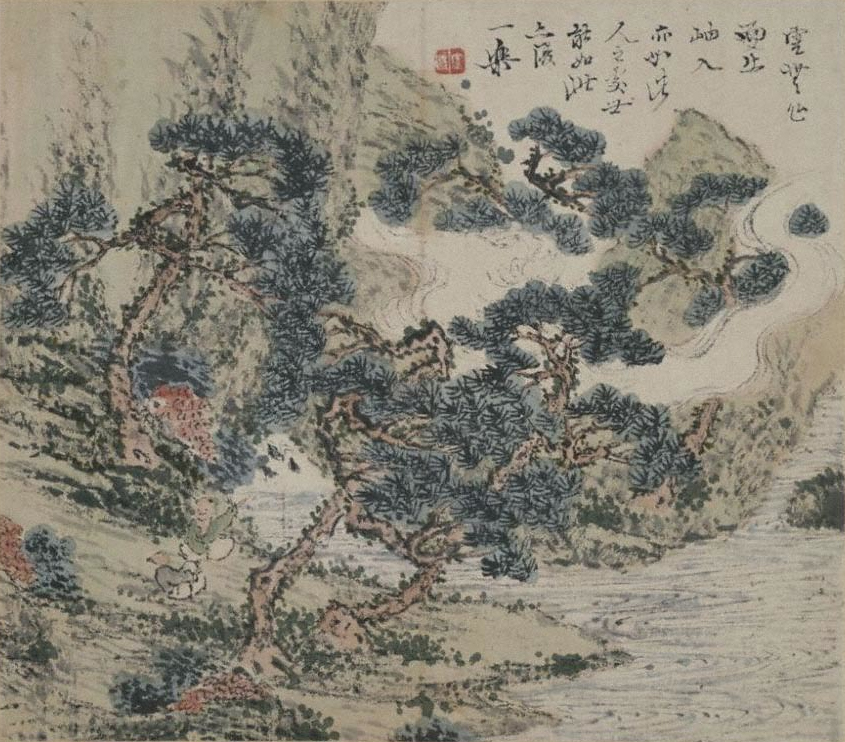
田能村竹田筆『亦復一楽帖』のうち第1図

寧楽美術館（ねいらくびじゅつかん）は、奈良県奈良市にある奈良県の登録博物館。事業主体は、公益財団法人名勝依水園・寧楽美術館。

## 概要
海運業で財を成した中村準策・準一・準佑が三代にわたって収集した一万点以上の美術品のうち、神戸の大空襲を運良く免れた2千数百点を収蔵している。古代中国の青銅器・古鏡・古銅印、拓本類と、中国・高麗・李朝・ 日本の陶磁器、田能村竹田の画帖「亦復一楽帖（またまたいちらくじょう）」等がある。展示品の入れ替えは、毎年7月中旬から8月初旬に行われる。
中村準策は1939年に依水園（庭園）を買取り、翌1940年に財団法人寧楽美術館を設立した。ただし、美術館として一般公開されるようになったのは、1958年、三代中村準佑のときからである。現在の展示館は東畑謙三の設計で1969年に竣工した。法人名は2013年4月1日から「公益財団法人名勝依水園・寧楽美術館」に変更されている。
寧楽美術館と依水園は共通で入ることができる。寧楽は、「なら」の古い時代の表記の一つであるが、「ならびじゅつかん」とすると奈良県立美術館と混同されるなどの問題があり、「ねいらく」と読ませることにした。

## 主な収蔵品
- 亦復一楽帖　田能村竹田筆 紙本淡彩 1帖（13図）- 重要文化財。天保2年（1831年）自序。春のお水取りの頃、秋の正倉院展の頃に公開される。

## 交通アクセス
- 近鉄奈良駅 徒歩約15分